# روفوس كينغ جونيور
روفوس كينغ جونيور (بالإنجليزية: Rufus King, Jr.)‏ هو عسكري أمريكي، ولد في 21 مارس 1838 في نيويورك في الولايات المتحدة، وتوفي في 18 مارس 1900.